# Scottsdale, Arizona
Scottsdale là thành phố nằm ở phần phía đông quận Maricopa, Arizona, Hoa Kỳ, giáp với Phoenix. Tính đến năm 2010, dân số thành phố là 245.500 người.

## Liên kết
- Official website Lưu trữ ngày 9 tháng 5 năm 2007 tại Wayback Machine
- Scottsdale Area Chamber of Commerce
- Scottsdale Convention and Visitors Bureau Lưu trữ ngày 30 tháng 8 năm 2012 tại Wayback Machine
- Scottsdale Sister Cities Association Lưu trữ ngày 9 tháng 6 năm 2008 tại Wayback Machine